# Ê
Ê, ê är en bokstav i det latinska alfabetet, som finns på afrikaans, franska, friuliska, kurdiska, norska, portugisiska, vietnamesiska och walesiska. Det används för att translitterera kinesiska, persiska och ukrainska.